# UCI Nations’ Cup U23 2014
Der UCI Nations’ Cup U23 2014 ist die 8. Austragung des UCI Nations’ Cup U23, einer seit der Saison 2007 stattfindenden Serie der wichtigsten Rennen im Straßenradsport für Männer U23.

## Rennen
Nationencup-Rennen
| Datum          | Rennen                 | Sieger             |
| -------------- | ---------------------- | ------------------ |
| 12. April      | Flandern-Rundfahrt U23 | Dylan Groenewegen  |
| 16. April      | La Côte Picarde        | Jens Wallays       |
| 19. April      | ZLM Tour               | Thomas Boudat      |
| 23.–30. August | Tour de l’Avenir       | Miguel Ángel López |

Internationale Meisterschaften
| Datum    | Rennen                                                          | Sieger           |
| -------- | --------------------------------------------------------------- | ---------------- |
| 10. Mai  | Panamerikanische Straßen-Radmeisterschaften – U23-Straßenrennen | Fernando Gaviria |
| 31. Mai  | Asiatische Radsportmeisterschaften – U23-Straßenrennen          | Vadim Galeyev    |
| 13. Juli | UEC-Straßen-Europameisterschaften – U23-Straßenrennen           | Stefan Küng      |

## Gesamtwertung
| Position | Nation                 | Punkte |
| -------- | ---------------------- | ------ |
| 1        | Belgien                | 60     |
| 2        | Frankreich             | 58     |
| 3        | Russland               | 47     |
| 4        | Kolumbien              | 43     |
| 5        | Norwegen               | 41     |
| 6        | Schweiz                | 39     |
| 7        | Niederlande            | 38     |
| 8        | Dänemark               | 37     |
| 9        | Australien             | 35     |
| 10       | Vereinigtes Königreich | 27     |